# Huez
huez（ヒューズ）は、2011年に東京で結成された空間演出ユニット。「フレームの変更」をコンセプトに、レーザーやLEDなどの特殊照明、MVやガジェット、催事場展示などでの空間演出を行う。近年では、バーチャル空間でのライブ演出なども行っている。ShibuCreation株式会社所属。

## 概要
2011年、エキソニモ（メディアアーティスト）に影響を受けたYAVAOとayafujiが渋家にあった地下室「クヌギ」を拠点に活動を開始。神聖かまってちゃんのライブ演出がキャリアのスタートとなった。
アーティストのライブ演出では世界観や物語を重視する制作を心掛けている。
当初は渋家名義で制作を行っていたが2011年以降は渋家とhuezという二つの名義を使い分けており、huez単体での制作ではないと判断した場合、渋家の名義を使うことがある。

## 経歴
2012年　「REPUBLIC VOL.10～THE FAINAL～」
2014年　Maltine Records「東京」
2017年　水曜日のカンパネラ日本武道館公演~八角宇宙~
2018年　国際交流基金アジアセンター主催「MeCA『BORDERING PRACTICE at WWWX』」
2021年　CY8ERなりの横浜アリーナ at 日本武道館